# Mangareia
Mangareia es un género de arañas araneomorfas de la familia Desidae. Se encuentra en  Nueva Zelanda.

## Lista de especies
Según The World Spider Catalog 12.0:
- Mangareia maculata Forster, 1970
- Mangareia motu Forster, 1970